# Gabriel Levy
Gabriel Gustav Levy (* 26. Mai 1881 in Mainz, Deutschland; † 26. März 1965 in Amsterdam, Niederlande) war ein deutscher Filmproduzent und Filmkaufmann.

## Leben und Wirken

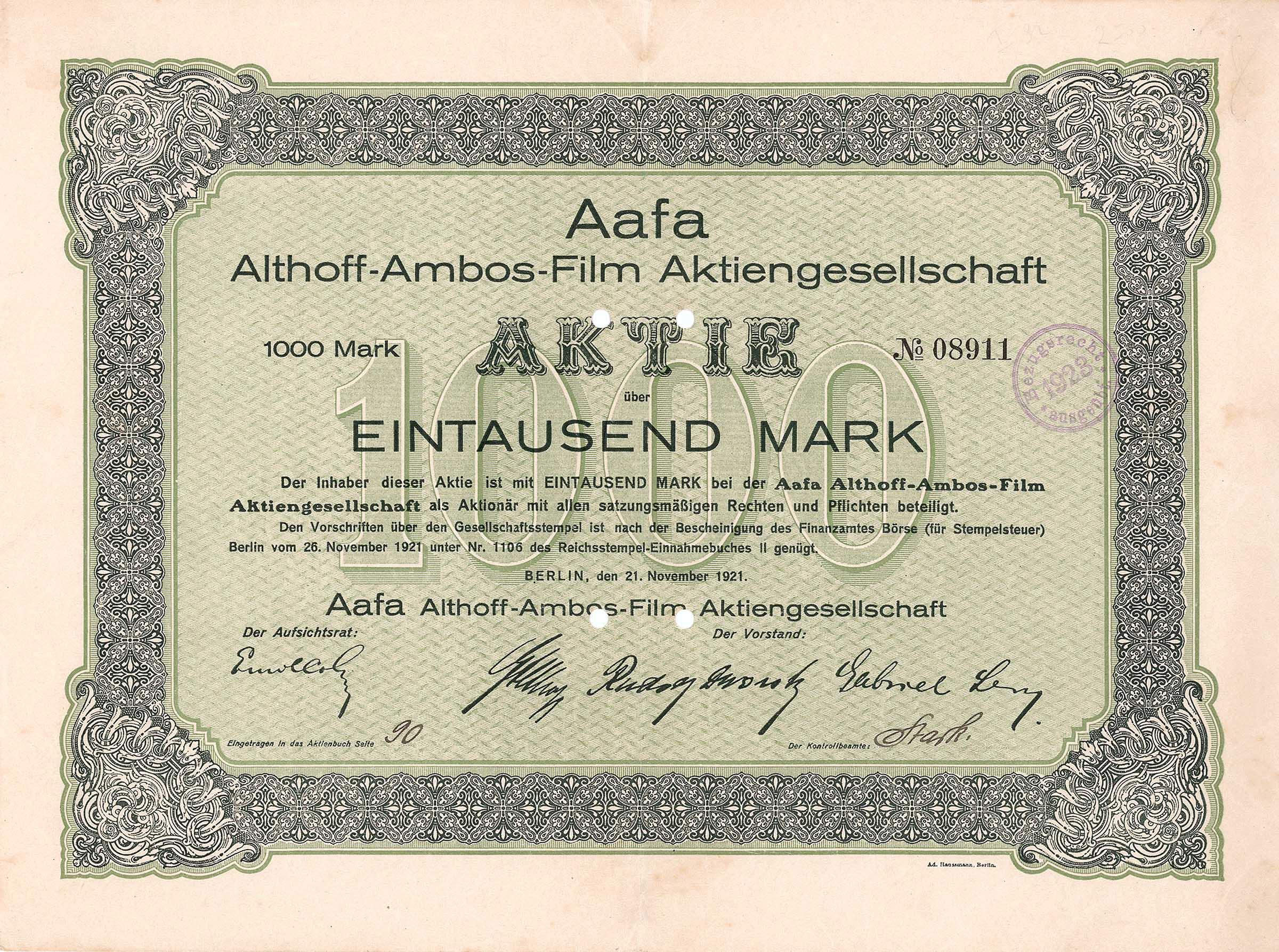
Aktie über 1000 Mark der Aafa Althoff-Ambos-Film AG vom 21. November 1921 mit Unterschriften der Vorstände Rudolf Dworsky und Gabriel Levy

Der Kaufmannssohn Gabriel Gustav Levy lebte von 1900 bis 1906 in den USA und erhielt eine kaufmännische Ausbildung. Während des Ersten Weltkriegs diente er von 1915 bis Frühjahr 1918 an der Westfront (Frankreich). In der frühen Nachkriegszeit stieß Levy zum Film. Im Juni 1919 gründete er  die Ambos-Film GmbH. Als Vorstand war er seit 1921 für die Althoff-Ambos-Film Aktiengesellschaft (AAFA) tätig. Levy besaß bei der AAFA ein festes Produktionsteam: Regie und Produktionsleitung übernahm meist Rudolf Walther-Fein, für die Künstlerische Oberleitung zeichnete Rudolf Dworsky verantwortlich. Mit Dich hab’ ich geliebt produzierte Gabriel Levy 1929 den ersten hundertprozentigen, abendfüllenden Tonfilm, der in Deutschland gedreht wurde. Bis zum Frühjahr 1934 konnte Levy in Berlin weiterproduzieren, seine letzte deutsche Arbeit war die Tonfilmadaption des Gerhart-Hauptmann-Stoffes Hanneles Himmelfahrt unter der Regie von Thea von Harbou.
Der jüdische Produzent musste seinen Vorstandsposten räumen, als auf der Generalversammlung vom 24. April 1933 die Fusion mit der Hochfrequenz-Maschinen Aktiengesellschaft für drahtlose Telegraphie beschlossen wurde. Neuer Vorstand der Aafa-Film AG wurden Hugo Emsmann und Paul Nitzpon.
Gabriel Levy verließ 1935 Deutschland und ließ sich in den Niederlanden nieder. Zum Jahresbeginn 1937 verpflichtete ihn der gleichfalls exilierte Produzent Hermann Millakowsky als Verleihchef von Milo-Films. 1938 stellte man in Berlin einen Steuersteckbrief auf Levy und seiner Frau wegen zu zahlender Reichsfluchtsteuer in Höhe von 44.138,94 RM aus. Im Juni 1939 wurde der Produzent aus Deutschland ausgebürgert. In den Niederlanden konnte Levy als Produzent zunächst nicht mehr weiterarbeiten und stellte erst nach dem Krieg noch eine Inszenierung her: Das Lustspiel Ein Königreich für ein Haus aus der Hand des jüdischen Remigranten Jaap Speyer.

## Filmografie
| - 1921: Der Passagier in der Zwangsjacke - 1921: Millionenschieber - 1922: Das Liebesnest - 1922: Bigamie - 1922: Nur eine Nacht - 1922: Das Kabinett des Dr. Segato - 1922: Der Schatz der Gesine Jakobsen - 1923: Wilhelm Tell - 1924: Der kleine Herzog - 1925: Sumpf und Moral - 1925: Die vom Niederrhein - 1925: Der Abenteurer - 1925: Die Gesunkenen - 1926: Wien, wie es weint und lacht - 1926: Der lachende Ehemann - 1926: Schützenliesel - 1926: Faschingszauber - 1927: Das Heiratsnest - 1927: Liebesreigen - 1927: Wochenendzauber - 1927: Großstadtjugend - 1927: Mein Freund Harry - 1928: Dragonerliebchen - 1928: Robert und Bertram - 1928: Der moderne Casanova - 1928: Heiratsfieber | - 1928: Der Unüberwindliche - 1928: Der Faschingsprinz - 1929: Die Konkurrenz platzt! - 1929: Das närrische Glück - 1929: Es flüstert die Nacht … - 1929: Tempo! Tempo! - 1929: Der schwarze Domino - 1929: Die fidele Herrenpartie - 1929: Dich hab’ ich geliebt - 1930: Leutnant, warst du einst bei den Husaren - 1930: Der Korvettenkapitän - 1930: Das Schicksal der Renate Langen - 1930: Der Bettelstudent - 1931: Mein Herz sehnt sich nach Liebe - 1931: Die Frau, von der man spricht - 1931: Reserve hat Ruh - 1931: Lügen auf Rügen - 1932: Es war einmal ein Walzer - 1932: Zwei glückliche Tage - 1932: Theodor Körner - 1932: Das Blaue vom Himmel - 1933: Die Fahrt ins Grüne - 1933: Die vom Niederrhein - 1933: Das Tankmädel - 1933: Johannisnacht - 1934: Hanneles Himmelfahrt - 1935: Der Murrkopf (De kribbebijter) - 1948: Ein Königreich für ein Haus (Een koninkrijk voor een huis) |